# Tambourissa nitida
Tambourissa nitida är en tvåhjärtbladig växtart som beskrevs av Paul Auguste Danguy. Tambourissa nitida ingår i släktet Tambourissa och familjen Monimiaceae. Inga underarter finns listade i Catalogue of Life.